# Desmia incomposita
Desmia incomposita is een vlinder uit de familie van de grasmotten (Crambidae). De wetenschappelijke naam van deze soort is voor het eerst voorgesteld als Glyphodes incomposita door George Thomas Bethune-Baker in een publicatie uit 1909.

## Voorkomen
De soort komt voor in Gambia, Liberia, Nigeria en Congo-Kinshasa.

## Waardplanten
In Congo-Kinshasa is door Jean Ghesquière vastgesteld dat de rups van deze soort leeft op Antiaris africana van de moerbeifamilie (Moraceae).